# The Sunshine
The Sunshine är ett rockband från Sverige med medlemmar från hela landet. Bandet är bosatt i Stockholm. 2005 släppte The Sunshine debutskivan Love i Sverige, och skivan har sedan dess även släppts i Japan, Frankrike, Italien och Ryssland. Uppföljaren "I Heard A Rumour About You Boy" släpptes i Sverige 2007.
Under 2006/2007 fick bandet med flera av sina låtar i amerikanska TV-serier som Grey's Anatomy och CSI Miami.[källa behövs]